# Admesturius schajovskoyi
Admesturius schajovskoyi är en spindelart som beskrevs av María Elena Galiano 1987. 
Admesturius schajovskoyi ingår i släktet Admesturius och familjen hoppspindlar. Inga underarter finns listade i Catalogue of Life.